# Hermannsson
Hermannsson ist ein isländischer Name.

## Bedeutung
Der Name ist ein Patronym und bedeutet Sohn des Hermann. Die weibliche Entsprechung ist Hermannsdóttir (Tochter des Hermann).

## Namensträger
- Guðmundur Hermannsson (1925–2003), isländischer Leichtathlet
- Hjörtur Hermannsson (* 1995), isländischer Fußballspieler
- Martin Hermannsson (* 1994), isländischer Basketballspieler
- Steingrímur Hermannsson (1928–2010), isländischer Politiker und Premierminister